# Litteratur i USA

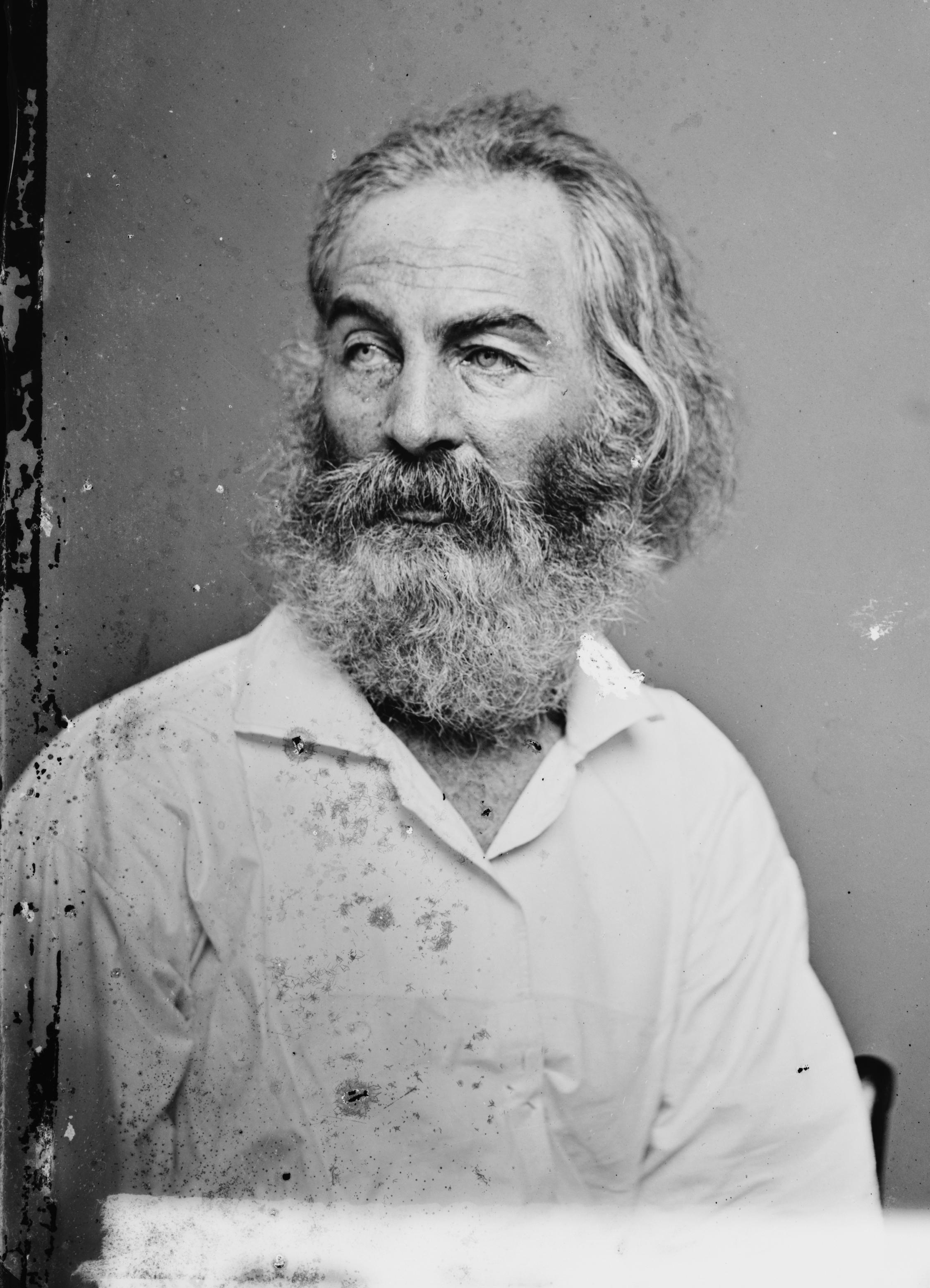
Den amerikanske författaren Walt Whitman (1819-1892).

Amerikansk litteratur har naturligt nog en kortare historia än den europeiska. Några kända och populära författare från USA är Mark Twain, Ernest Hemingway och John Steinbeck.

## Historia
Amerikansk litteratur uppstod på 1800-talet. Tidiga betydande författare var Washington Irving, James Fenimore Cooper och Edgar Allan Poe. Den senares skräcknoveller blev föregångare till den moderna detektivromanen. Essäisten Ralph Waldo Emerson och naturskildraren Henry David Thoreau var företrädare för en ny romantik. Omkring mitten av seklet blev realismen starkare med författare som Herman Melville, Nathaniel Hawthorne och nationalskalden Walt Whitman, vars Leaves of Grass utkom första gången 1855. Efter inbördeskriget framträdde Mark Twain samtidigt som Henry James i sina romaner utvecklade den psykologiska realismen. Stephen Cranes och Frank Norris naturalism blev föregångare till den socialt engagerade litteraturen omkring och efter sekelskiftet 1900. Upton Sinclair skrev en socialistisk kamplitteratur som också märktes hos vildmarksdiktaren Jack London, medan Theodor Dreiser stod för en mer konstnärlig naturalism. 
Inom poesin förebådade Emily Dickinson en lyrisk renässans med den postuma Poems (1890). Framstående diktare var Carl Sandburg med bland annat Chicago poems (1916) och Edgar Lee Masters med sin Spoon River Anthology. Inom prosan skildrade Sherwood Anderson och Sinclair Lewis den inskränkta småstaden i ett alltmer materiellt framgångsrikt USA. Myten om den glada jazzåldern både skrevs och torpederades av F. Scott Fitzgerald.
En ny djärvare prosa introducerades av Ernest Hemingway och sydstatsdiktaren William Faulkner. John Dos Passos och John Steinbeck visade ett starkt socialt patos. Lyriken blev allt mer experimentell med Ezra Pound som det främsta namnet. USA fick också en betydande dramatisk diktning med Eugene O'Neill som centralgestalt och efterföljare Maxwell Anderson, Tennessee Williams och Arthur Miller. Rasism skildrades av en rad svarta författare som Richard Wright, Ralph Ellison, Gwendolyn Brooks, James Baldwin, Toni Morrison, Amiri Baraka, och lyrikern Langston Hughes samt av vita sydstatsförfattare som Erskine Caldwell och William Styron. Den judiska problematiken behandlades av författare som Bernard Malamud, Saul Bellow, Susan Sontag, Adrienne Rich, och Philip Roth. Avslöjande krigsromaner skrevs av Norman Mailer och Irwin Shaw. Henry Miller väckte uppseende med erotiskt frispråkiga romaner. En känsla för det makabra och absurda i den moderna tillvaron kännetecknar Kurt Vonneguts och Joseph Hellers prosa och kommer även till uttryck i Edward Albees dramatik.

## Samtida litteratur

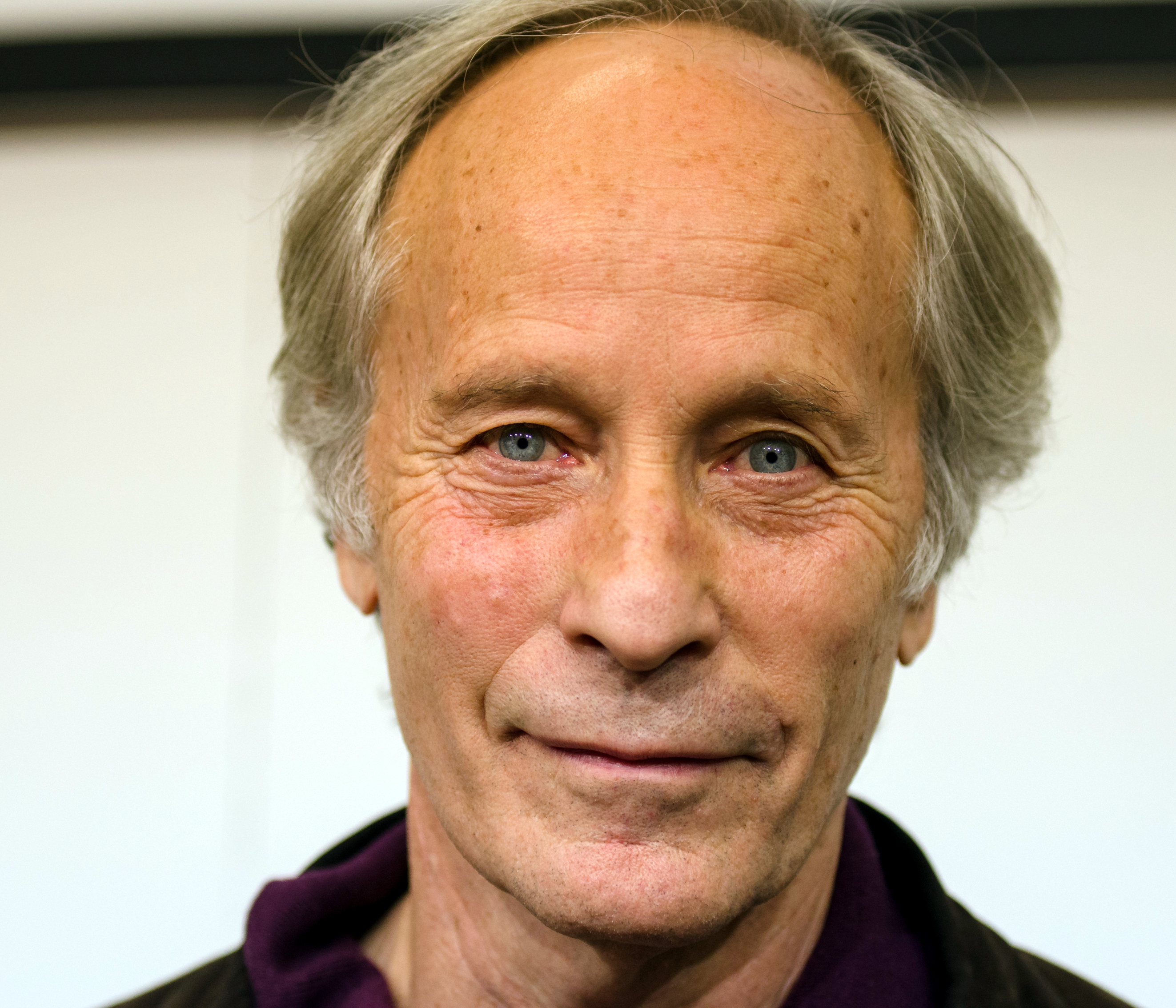
Richard Ford född 1944.

Toni Morrison har i sina romaner från den amerikanska södern fortsatt traditionen från William Faulkner. Hon tilldelades nobelpriset i litteratur 1993.
Postmodernistisk litteratur har spelat en framträdande roll sedan 1970-talet och är främst representerad av Thomas Pynchon,   och Paul Auster. Don DeLillo och Cormac McCarthy är ett par andra författare som räknas till samtidens främsta. Den mycket produktiva Joyce Carol Oates är mångfaldigt prisbelönt. 
Raymond Carver är en framstående novellist, liksom romanförfattaren Richard Ford. Stephen King är en mycket populär skräckförfattare. Bland yngre författare märks bland andra Dave Eggers, Jonathan Franzen, Michael Chabon, Jennifer Egan, Junot Díaz, Giannina Braschi, Ta-Nehisi Coates och Colson Whitehead.

## Nobelpristagare i litteratur
- 1930: Sinclair Lewis
- 1936: Eugene O'Neill
- 1938: Pearl S. Buck
- 1949: William Faulkner
- 1954: Ernest Hemingway
- 1962: John Steinbeck
- 1976: Saul Bellow
- 1978: Isaac Bashevis Singer (jiddishspråkig)
- 1993: Toni Morrison
- 2016: Bob Dylan
- 2020: Louise Glück